# Ялем
Яле́м (дав.-гр. Ἰάλεμος — «похоронна пісня», «плач», «лямент») — давньогрецький лямент, а також саме божество плачу й ридання.

## Міфологія
Ялем, за деякою версією, був сином Аполлона і Калліопи. Йому приписується авторство особливих ялем-пісень: жалібних дифірамбів, трагічних голосінь. Ялем-пісні були свого роду панахидою, або, в усякому разі, творами надзвичайно серйозного і скорботного характеру, які виконувалися лише тільки в особливих, трагічних ситуаціях.
За часів класичної Античності поезія такого роду втратила свою популярність і була осміяна комічними поетами. У цей час слово «ялем» стало синонімом прохолодної, нудної й млявої поезії та використовувалося в цьому сенсі повсюдно.
У своїй третій тринодії давньогрецький поет Піндар називає Ялема братом Гіменея, Ліна та Орфея і сином Аполлона і Калліопи. Слово «ялем» потім оформилося як позначення поетичного жанру самого по собі та в цьому значенні в ряді випадків зустрічається у творах трагіків. Напівлегендарний грецький поет Памф ототожнює Ялема з Ліном, сином музи Уранії. Найбільш докладний опис Ялема пропонує поет і граматик III століття до н. е. Аполлоній Родоський у своєму творі «Аргонавтика».